# Halecium groenlandicum
Halecium groenlandicum är en nässeldjursart som beskrevs av Paul Torben Lassenius Kramp 1911. Halecium groenlandicum ingår i släktet Halecium och familjen Haleciidae.
Artens utbredningsområde är Norra Ishavet. Inga underarter finns listade i Catalogue of Life.